# کامران ابراهیم‌اف
کامران ابراهیم‌اف (ترکی آذربایجانی: Kamran İbrahimov؛ زادهٔ ۷ ژوئن ۱۹۹۹) بازیکن فوتبال اهل جمهوری آذربایجان است.
وی همچنین در تیم‌های ملی فوتبال زیر ۱۷ سال جمهوری آذربایجان و زیر ۲۱ سال جمهوری آذربایجان بازی کرده‌است.